# 倉真
倉真（くらみ）は、静岡県掛川市の地名。本項では1889年（明治22年）の町村制施行時に同区域に存在した倉真村（くらみむら）についても記す。

## 地理
掛川市北部に位置する。周囲を山に囲まれ地形に沿って倉真川が流れている。北部には倉真温泉、粟ヶ岳（標高532m）がある。地内は1〜7区まで7つに区切られ自治会として地域活動を行っている。

## 歴史
- 幕末時点では掛川藩領であった。
- 1868年（明治元年）11月7日 - 掛川藩が上総柴山藩に転封。駿河府中藩の管轄となる。
- 1869年（明治2年）8月7日 - 府中藩が静岡藩に改称。
- 1871年（明治4年）7月14日 - 廃藩置県により静岡県の管轄となる。
- 1889年（明治22年）4月1日 - 町村制施行に伴い単独で村制施行し、倉真村が発足。
- 1896年（明治29年）4月1日 - 郡の統合により小笠郡に所属。
- 1954年（昭和29年）3月31日 - 西郷村と合併し、三笠村が発足。大字倉真となる。
- 1960年（昭和35年）10月1日 - 三笠村が掛川市に編入。

## 世帯数と人口
2018年（平成30年）11月30日現在の世帯数と人口は以下の通りである。
| 大字 | 世帯数  | 人口    |
| ---- | ------- | ------- |
| 倉真 | 550世帯 | 1,516人 |

## 小・中学校の学区
市立小・中学校に通う場合、学区は以下の通りとなる。
| 番・番地等 | 小学校             | 中学校           |
| ---------- | ------------------ | ---------------- |
| 全域       | 掛川市立倉真小学校 | 掛川市立北中学校 |

## 交通
東海道本線・東海道新幹線掛川駅からバスで約20分以上かかる。また東名高速道路掛川インターチェンジから車で約20分。

### 道路
- 静岡県道81号焼津森線 - 一部2車線。

## 施設
- 掛川市立倉真小学校
  - 掛川市倉真地区学童保育所
- 倉真地域生涯学習センター
- 掛川市消防団 第四方面 倉真分団 コミュニティセンター

## 史跡・観光

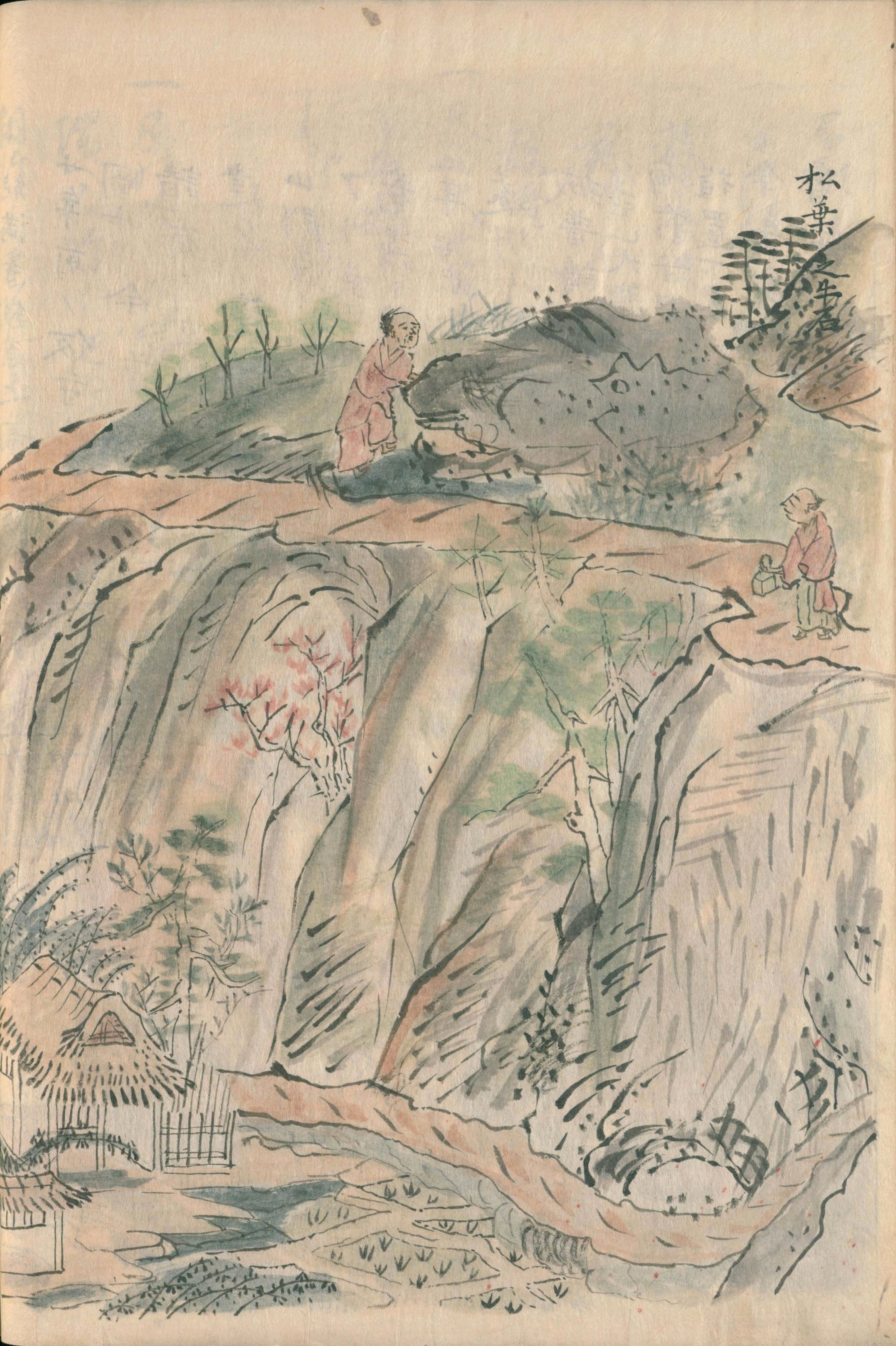
牛石を描いた江戸時代の彩色画（「松葉之牛石」藤長庚編集『遠江古蹟圖會』1803年。国立国会図書館蔵）

- 松葉の滝
- 粟ヶ岳
- 百観音地蔵
- 牛石
- 松葉城跡
- 旧松葉トンネル

## その他

### 日本郵便
- 郵便番号 : 436-0341[2]（集配局：西郷郵便局[5]）。

### 警察
町内の警察の管轄区域は以下の通りである。
| 番・番地等 | 警察署     | 交番・駐在所 |
| ---------- | ---------- | ------------ |
| 全域       | 掛川警察署 | 倉真駐在所   |

## ゆかりの人物
- 岡田良一郎（淡山翁） - 二宮尊徳の弟子であり、遠江国報徳社2代目社長。最初の信用金庫である掛川信用金庫（現・島田掛川信用金庫）を設立。